# 기야마 파킹 에어리어
기야마 파킹 에어리어(일본어: 基山パーキングエリア)는 일본 후쿠오카현 지쿠시노시와 사가현 기야마정을 잇는 규슈 고속도로의 휴게소로, 고속버스 정류장이 있다.

## 역사
이 파킹 에어리어는 1975년 3월 13일에 개장했다.

## 버스 정류장

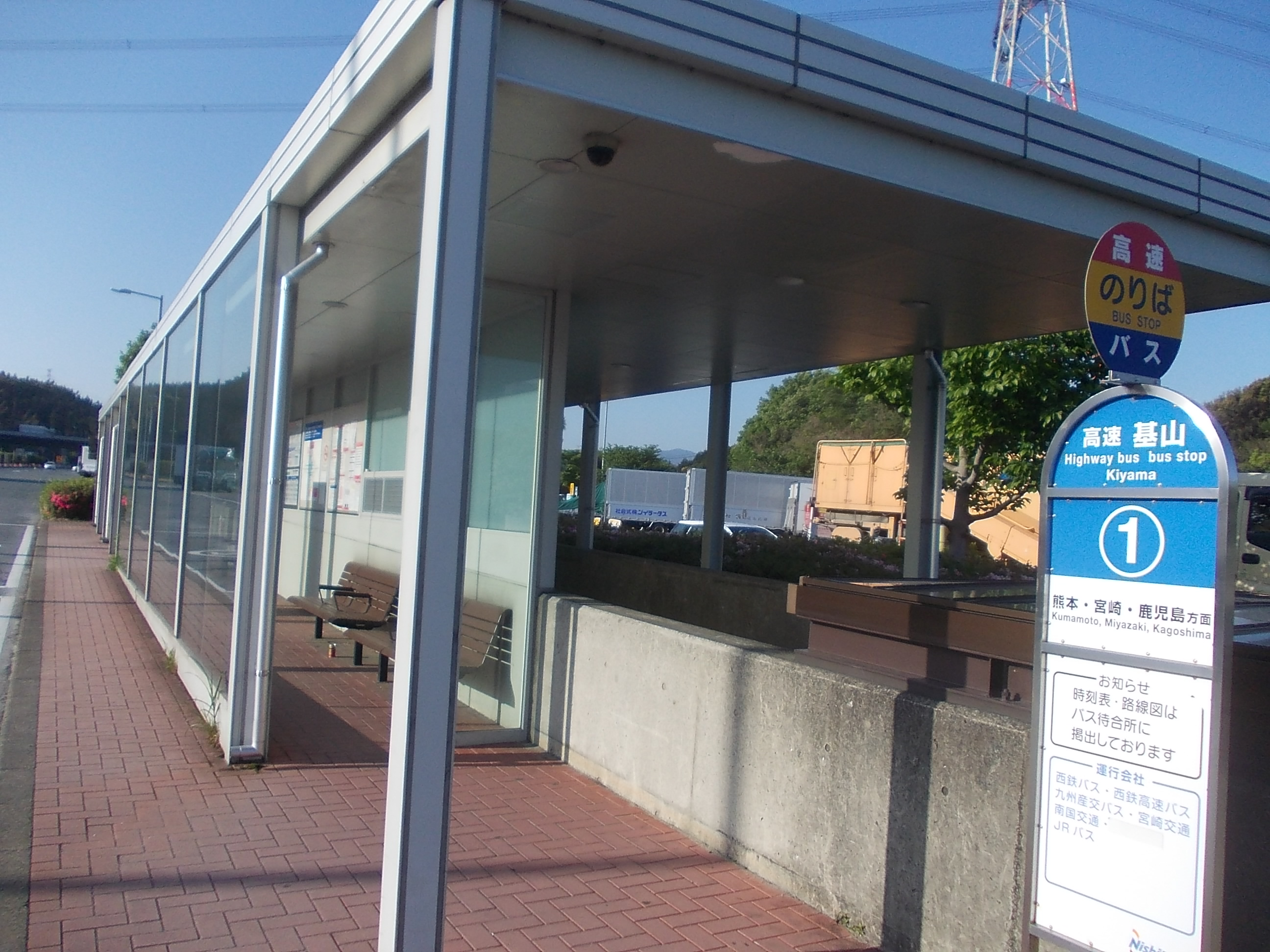
남쪽행 기야마 버스 정류장

기야마 버스 스톱(基山バスストップ)은 서일본 고속도로 주식회사가 관리하는 기야마 주차장에 있는 버스 정류장이다.

## 개요
버스 정류장에는 각 방향으로 하나씩 총 2개의 플랫폼을 갖추고 있다. 남쪽으로 향하는 플랫폼은 서로 다른 방향으로 갈라진다.
2007년 7월 1일부터 규슈 내 대부분의 고속버스 서비스가 이곳에 정차하여 규슈 전역의 목적지로 환승할 수 있다.